# Мат Анастасії
|   | a | b | c | d | e | f | g | h |   |
| 8 | f8 чорна тура · g8 чорний король · f7 чорний пішак · g7 чорний пішак · h7 чорний пішак · a5 біла тура · d5 білий кінь · h5 біла тура · g1 білий король | f8 чорна тура · g8 чорний король · f7 чорний пішак · g7 чорний пішак · h7 чорний пішак · a5 біла тура · d5 білий кінь · h5 біла тура · g1 білий король | f8 чорна тура · g8 чорний король · f7 чорний пішак · g7 чорний пішак · h7 чорний пішак · a5 біла тура · d5 білий кінь · h5 біла тура · g1 білий король | f8 чорна тура · g8 чорний король · f7 чорний пішак · g7 чорний пішак · h7 чорний пішак · a5 біла тура · d5 білий кінь · h5 біла тура · g1 білий король | f8 чорна тура · g8 чорний король · f7 чорний пішак · g7 чорний пішак · h7 чорний пішак · a5 біла тура · d5 білий кінь · h5 біла тура · g1 білий король | f8 чорна тура · g8 чорний король · f7 чорний пішак · g7 чорний пішак · h7 чорний пішак · a5 біла тура · d5 білий кінь · h5 біла тура · g1 білий король | f8 чорна тура · g8 чорний король · f7 чорний пішак · g7 чорний пішак · h7 чорний пішак · a5 біла тура · d5 білий кінь · h5 біла тура · g1 білий король | f8 чорна тура · g8 чорний король · f7 чорний пішак · g7 чорний пішак · h7 чорний пішак · a5 біла тура · d5 білий кінь · h5 біла тура · g1 білий король | 8 |
| 7 | f8 чорна тура · g8 чорний король · f7 чорний пішак · g7 чорний пішак · h7 чорний пішак · a5 біла тура · d5 білий кінь · h5 біла тура · g1 білий король | f8 чорна тура · g8 чорний король · f7 чорний пішак · g7 чорний пішак · h7 чорний пішак · a5 біла тура · d5 білий кінь · h5 біла тура · g1 білий король | f8 чорна тура · g8 чорний король · f7 чорний пішак · g7 чорний пішак · h7 чорний пішак · a5 біла тура · d5 білий кінь · h5 біла тура · g1 білий король | f8 чорна тура · g8 чорний король · f7 чорний пішак · g7 чорний пішак · h7 чорний пішак · a5 біла тура · d5 білий кінь · h5 біла тура · g1 білий король | f8 чорна тура · g8 чорний король · f7 чорний пішак · g7 чорний пішак · h7 чорний пішак · a5 біла тура · d5 білий кінь · h5 біла тура · g1 білий король | f8 чорна тура · g8 чорний король · f7 чорний пішак · g7 чорний пішак · h7 чорний пішак · a5 біла тура · d5 білий кінь · h5 біла тура · g1 білий король | f8 чорна тура · g8 чорний король · f7 чорний пішак · g7 чорний пішак · h7 чорний пішак · a5 біла тура · d5 білий кінь · h5 біла тура · g1 білий король | f8 чорна тура · g8 чорний король · f7 чорний пішак · g7 чорний пішак · h7 чорний пішак · a5 біла тура · d5 білий кінь · h5 біла тура · g1 білий король | 7 |
| 6 | f8 чорна тура · g8 чорний король · f7 чорний пішак · g7 чорний пішак · h7 чорний пішак · a5 біла тура · d5 білий кінь · h5 біла тура · g1 білий король | f8 чорна тура · g8 чорний король · f7 чорний пішак · g7 чорний пішак · h7 чорний пішак · a5 біла тура · d5 білий кінь · h5 біла тура · g1 білий король | f8 чорна тура · g8 чорний король · f7 чорний пішак · g7 чорний пішак · h7 чорний пішак · a5 біла тура · d5 білий кінь · h5 біла тура · g1 білий король | f8 чорна тура · g8 чорний король · f7 чорний пішак · g7 чорний пішак · h7 чорний пішак · a5 біла тура · d5 білий кінь · h5 біла тура · g1 білий король | f8 чорна тура · g8 чорний король · f7 чорний пішак · g7 чорний пішак · h7 чорний пішак · a5 біла тура · d5 білий кінь · h5 біла тура · g1 білий король | f8 чорна тура · g8 чорний король · f7 чорний пішак · g7 чорний пішак · h7 чорний пішак · a5 біла тура · d5 білий кінь · h5 біла тура · g1 білий король | f8 чорна тура · g8 чорний король · f7 чорний пішак · g7 чорний пішак · h7 чорний пішак · a5 біла тура · d5 білий кінь · h5 біла тура · g1 білий король | f8 чорна тура · g8 чорний король · f7 чорний пішак · g7 чорний пішак · h7 чорний пішак · a5 біла тура · d5 білий кінь · h5 біла тура · g1 білий король | 6 |
| 5 | f8 чорна тура · g8 чорний король · f7 чорний пішак · g7 чорний пішак · h7 чорний пішак · a5 біла тура · d5 білий кінь · h5 біла тура · g1 білий король | f8 чорна тура · g8 чорний король · f7 чорний пішак · g7 чорний пішак · h7 чорний пішак · a5 біла тура · d5 білий кінь · h5 біла тура · g1 білий король | f8 чорна тура · g8 чорний король · f7 чорний пішак · g7 чорний пішак · h7 чорний пішак · a5 біла тура · d5 білий кінь · h5 біла тура · g1 білий король | f8 чорна тура · g8 чорний король · f7 чорний пішак · g7 чорний пішак · h7 чорний пішак · a5 біла тура · d5 білий кінь · h5 біла тура · g1 білий король | f8 чорна тура · g8 чорний король · f7 чорний пішак · g7 чорний пішак · h7 чорний пішак · a5 біла тура · d5 білий кінь · h5 біла тура · g1 білий король | f8 чорна тура · g8 чорний король · f7 чорний пішак · g7 чорний пішак · h7 чорний пішак · a5 біла тура · d5 білий кінь · h5 біла тура · g1 білий король | f8 чорна тура · g8 чорний король · f7 чорний пішак · g7 чорний пішак · h7 чорний пішак · a5 біла тура · d5 білий кінь · h5 біла тура · g1 білий король | f8 чорна тура · g8 чорний король · f7 чорний пішак · g7 чорний пішак · h7 чорний пішак · a5 біла тура · d5 білий кінь · h5 біла тура · g1 білий король | 5 |
| 4 | f8 чорна тура · g8 чорний король · f7 чорний пішак · g7 чорний пішак · h7 чорний пішак · a5 біла тура · d5 білий кінь · h5 біла тура · g1 білий король | f8 чорна тура · g8 чорний король · f7 чорний пішак · g7 чорний пішак · h7 чорний пішак · a5 біла тура · d5 білий кінь · h5 біла тура · g1 білий король | f8 чорна тура · g8 чорний король · f7 чорний пішак · g7 чорний пішак · h7 чорний пішак · a5 біла тура · d5 білий кінь · h5 біла тура · g1 білий король | f8 чорна тура · g8 чорний король · f7 чорний пішак · g7 чорний пішак · h7 чорний пішак · a5 біла тура · d5 білий кінь · h5 біла тура · g1 білий король | f8 чорна тура · g8 чорний король · f7 чорний пішак · g7 чорний пішак · h7 чорний пішак · a5 біла тура · d5 білий кінь · h5 біла тура · g1 білий король | f8 чорна тура · g8 чорний король · f7 чорний пішак · g7 чорний пішак · h7 чорний пішак · a5 біла тура · d5 білий кінь · h5 біла тура · g1 білий король | f8 чорна тура · g8 чорний король · f7 чорний пішак · g7 чорний пішак · h7 чорний пішак · a5 біла тура · d5 білий кінь · h5 біла тура · g1 білий король | f8 чорна тура · g8 чорний король · f7 чорний пішак · g7 чорний пішак · h7 чорний пішак · a5 біла тура · d5 білий кінь · h5 біла тура · g1 білий король | 4 |
| 3 | f8 чорна тура · g8 чорний король · f7 чорний пішак · g7 чорний пішак · h7 чорний пішак · a5 біла тура · d5 білий кінь · h5 біла тура · g1 білий король | f8 чорна тура · g8 чорний король · f7 чорний пішак · g7 чорний пішак · h7 чорний пішак · a5 біла тура · d5 білий кінь · h5 біла тура · g1 білий король | f8 чорна тура · g8 чорний король · f7 чорний пішак · g7 чорний пішак · h7 чорний пішак · a5 біла тура · d5 білий кінь · h5 біла тура · g1 білий король | f8 чорна тура · g8 чорний король · f7 чорний пішак · g7 чорний пішак · h7 чорний пішак · a5 біла тура · d5 білий кінь · h5 біла тура · g1 білий король | f8 чорна тура · g8 чорний король · f7 чорний пішак · g7 чорний пішак · h7 чорний пішак · a5 біла тура · d5 білий кінь · h5 біла тура · g1 білий король | f8 чорна тура · g8 чорний король · f7 чорний пішак · g7 чорний пішак · h7 чорний пішак · a5 біла тура · d5 білий кінь · h5 біла тура · g1 білий король | f8 чорна тура · g8 чорний король · f7 чорний пішак · g7 чорний пішак · h7 чорний пішак · a5 біла тура · d5 білий кінь · h5 біла тура · g1 білий король | f8 чорна тура · g8 чорний король · f7 чорний пішак · g7 чорний пішак · h7 чорний пішак · a5 біла тура · d5 білий кінь · h5 біла тура · g1 білий король | 3 |
| 2 | f8 чорна тура · g8 чорний король · f7 чорний пішак · g7 чорний пішак · h7 чорний пішак · a5 біла тура · d5 білий кінь · h5 біла тура · g1 білий король | f8 чорна тура · g8 чорний король · f7 чорний пішак · g7 чорний пішак · h7 чорний пішак · a5 біла тура · d5 білий кінь · h5 біла тура · g1 білий король | f8 чорна тура · g8 чорний король · f7 чорний пішак · g7 чорний пішак · h7 чорний пішак · a5 біла тура · d5 білий кінь · h5 біла тура · g1 білий король | f8 чорна тура · g8 чорний король · f7 чорний пішак · g7 чорний пішак · h7 чорний пішак · a5 біла тура · d5 білий кінь · h5 біла тура · g1 білий король | f8 чорна тура · g8 чорний король · f7 чорний пішак · g7 чорний пішак · h7 чорний пішак · a5 біла тура · d5 білий кінь · h5 біла тура · g1 білий король | f8 чорна тура · g8 чорний король · f7 чорний пішак · g7 чорний пішак · h7 чорний пішак · a5 біла тура · d5 білий кінь · h5 біла тура · g1 білий король | f8 чорна тура · g8 чорний король · f7 чорний пішак · g7 чорний пішак · h7 чорний пішак · a5 біла тура · d5 білий кінь · h5 біла тура · g1 білий король | f8 чорна тура · g8 чорний король · f7 чорний пішак · g7 чорний пішак · h7 чорний пішак · a5 біла тура · d5 білий кінь · h5 біла тура · g1 білий король | 2 |
| 1 | f8 чорна тура · g8 чорний король · f7 чорний пішак · g7 чорний пішак · h7 чорний пішак · a5 біла тура · d5 білий кінь · h5 біла тура · g1 білий король | f8 чорна тура · g8 чорний король · f7 чорний пішак · g7 чорний пішак · h7 чорний пішак · a5 біла тура · d5 білий кінь · h5 біла тура · g1 білий король | f8 чорна тура · g8 чорний король · f7 чорний пішак · g7 чорний пішак · h7 чорний пішак · a5 біла тура · d5 білий кінь · h5 біла тура · g1 білий король | f8 чорна тура · g8 чорний король · f7 чорний пішак · g7 чорний пішак · h7 чорний пішак · a5 біла тура · d5 білий кінь · h5 біла тура · g1 білий король | f8 чорна тура · g8 чорний король · f7 чорний пішак · g7 чорний пішак · h7 чорний пішак · a5 біла тура · d5 білий кінь · h5 біла тура · g1 білий король | f8 чорна тура · g8 чорний король · f7 чорний пішак · g7 чорний пішак · h7 чорний пішак · a5 біла тура · d5 білий кінь · h5 біла тура · g1 білий король | f8 чорна тура · g8 чорний король · f7 чорний пішак · g7 чорний пішак · h7 чорний пішак · a5 біла тура · d5 білий кінь · h5 біла тура · g1 білий король | f8 чорна тура · g8 чорний король · f7 чорний пішак · g7 чорний пішак · h7 чорний пішак · a5 біла тура · d5 білий кінь · h5 біла тура · g1 білий король | 1 |
|   | a | b | c | d | e | f | g | h |   |

Мат Анастасії (нім. Anastasia-Matt) — шахова комбінація з новели німецького письменника Вільгельма Гейнзе (1746—1803) «Анастасія і гра в шахи» (1803).

## Історія
Вільгельм Гейнзе у 1803 році опублікував новелу «Анастасія і гра в шахи. Листи з Італії автора Ардінгелло» («Anastasia und das Schachspiel. Briefe aus Italien vom Verfasser des Ardinghello»). Це перший в історії літературний художній твір, у якому за перебігом сюжету приводиться позиція з шахової партії. Ця позиція пов'язана з жіночим персонажем — Анастасією, яка оголошує задачний мат за три ходи.
1. Ke7+ Kph8 2. Т: h7+! Kp: h7 3. Тh5#
Як і «Мат Діларам», шахова комбінація «Мат Анастасії» увійшла в історію шахів, і під такою назвою вона наводиться в німецьких і французьких шахових посібниках.

## Приклад з практичної гри
Відень, 1852
|   | a | b | c | d | e | f | g | h |   |
| 8 | a8 білий ферзь · a7 чорний пішак · c7 чорний пішак · e7 чорний король · g7 чорний пішак · h7 чорний пішак · b6 чорний слон · h5 чорний ферзь · d4 чорний кінь · f4 чорна тура · a2 білий пішак · f2 білий пішак · g2 білий пішак · h2 білий пішак · a1 біла тура · b1 білий кінь · f1 біла тура · g1 білий король | a8 білий ферзь · a7 чорний пішак · c7 чорний пішак · e7 чорний король · g7 чорний пішак · h7 чорний пішак · b6 чорний слон · h5 чорний ферзь · d4 чорний кінь · f4 чорна тура · a2 білий пішак · f2 білий пішак · g2 білий пішак · h2 білий пішак · a1 біла тура · b1 білий кінь · f1 біла тура · g1 білий король | a8 білий ферзь · a7 чорний пішак · c7 чорний пішак · e7 чорний король · g7 чорний пішак · h7 чорний пішак · b6 чорний слон · h5 чорний ферзь · d4 чорний кінь · f4 чорна тура · a2 білий пішак · f2 білий пішак · g2 білий пішак · h2 білий пішак · a1 біла тура · b1 білий кінь · f1 біла тура · g1 білий король | a8 білий ферзь · a7 чорний пішак · c7 чорний пішак · e7 чорний король · g7 чорний пішак · h7 чорний пішак · b6 чорний слон · h5 чорний ферзь · d4 чорний кінь · f4 чорна тура · a2 білий пішак · f2 білий пішак · g2 білий пішак · h2 білий пішак · a1 біла тура · b1 білий кінь · f1 біла тура · g1 білий король | a8 білий ферзь · a7 чорний пішак · c7 чорний пішак · e7 чорний король · g7 чорний пішак · h7 чорний пішак · b6 чорний слон · h5 чорний ферзь · d4 чорний кінь · f4 чорна тура · a2 білий пішак · f2 білий пішак · g2 білий пішак · h2 білий пішак · a1 біла тура · b1 білий кінь · f1 біла тура · g1 білий король | a8 білий ферзь · a7 чорний пішак · c7 чорний пішак · e7 чорний король · g7 чорний пішак · h7 чорний пішак · b6 чорний слон · h5 чорний ферзь · d4 чорний кінь · f4 чорна тура · a2 білий пішак · f2 білий пішак · g2 білий пішак · h2 білий пішак · a1 біла тура · b1 білий кінь · f1 біла тура · g1 білий король | a8 білий ферзь · a7 чорний пішак · c7 чорний пішак · e7 чорний король · g7 чорний пішак · h7 чорний пішак · b6 чорний слон · h5 чорний ферзь · d4 чорний кінь · f4 чорна тура · a2 білий пішак · f2 білий пішак · g2 білий пішак · h2 білий пішак · a1 біла тура · b1 білий кінь · f1 біла тура · g1 білий король | a8 білий ферзь · a7 чорний пішак · c7 чорний пішак · e7 чорний король · g7 чорний пішак · h7 чорний пішак · b6 чорний слон · h5 чорний ферзь · d4 чорний кінь · f4 чорна тура · a2 білий пішак · f2 білий пішак · g2 білий пішак · h2 білий пішак · a1 біла тура · b1 білий кінь · f1 біла тура · g1 білий король | 8 |
| 7 | a8 білий ферзь · a7 чорний пішак · c7 чорний пішак · e7 чорний король · g7 чорний пішак · h7 чорний пішак · b6 чорний слон · h5 чорний ферзь · d4 чорний кінь · f4 чорна тура · a2 білий пішак · f2 білий пішак · g2 білий пішак · h2 білий пішак · a1 біла тура · b1 білий кінь · f1 біла тура · g1 білий король | a8 білий ферзь · a7 чорний пішак · c7 чорний пішак · e7 чорний король · g7 чорний пішак · h7 чорний пішак · b6 чорний слон · h5 чорний ферзь · d4 чорний кінь · f4 чорна тура · a2 білий пішак · f2 білий пішак · g2 білий пішак · h2 білий пішак · a1 біла тура · b1 білий кінь · f1 біла тура · g1 білий король | a8 білий ферзь · a7 чорний пішак · c7 чорний пішак · e7 чорний король · g7 чорний пішак · h7 чорний пішак · b6 чорний слон · h5 чорний ферзь · d4 чорний кінь · f4 чорна тура · a2 білий пішак · f2 білий пішак · g2 білий пішак · h2 білий пішак · a1 біла тура · b1 білий кінь · f1 біла тура · g1 білий король | a8 білий ферзь · a7 чорний пішак · c7 чорний пішак · e7 чорний король · g7 чорний пішак · h7 чорний пішак · b6 чорний слон · h5 чорний ферзь · d4 чорний кінь · f4 чорна тура · a2 білий пішак · f2 білий пішак · g2 білий пішак · h2 білий пішак · a1 біла тура · b1 білий кінь · f1 біла тура · g1 білий король | a8 білий ферзь · a7 чорний пішак · c7 чорний пішак · e7 чорний король · g7 чорний пішак · h7 чорний пішак · b6 чорний слон · h5 чорний ферзь · d4 чорний кінь · f4 чорна тура · a2 білий пішак · f2 білий пішак · g2 білий пішак · h2 білий пішак · a1 біла тура · b1 білий кінь · f1 біла тура · g1 білий король | a8 білий ферзь · a7 чорний пішак · c7 чорний пішак · e7 чорний король · g7 чорний пішак · h7 чорний пішак · b6 чорний слон · h5 чорний ферзь · d4 чорний кінь · f4 чорна тура · a2 білий пішак · f2 білий пішак · g2 білий пішак · h2 білий пішак · a1 біла тура · b1 білий кінь · f1 біла тура · g1 білий король | a8 білий ферзь · a7 чорний пішак · c7 чорний пішак · e7 чорний король · g7 чорний пішак · h7 чорний пішак · b6 чорний слон · h5 чорний ферзь · d4 чорний кінь · f4 чорна тура · a2 білий пішак · f2 білий пішак · g2 білий пішак · h2 білий пішак · a1 біла тура · b1 білий кінь · f1 біла тура · g1 білий король | a8 білий ферзь · a7 чорний пішак · c7 чорний пішак · e7 чорний король · g7 чорний пішак · h7 чорний пішак · b6 чорний слон · h5 чорний ферзь · d4 чорний кінь · f4 чорна тура · a2 білий пішак · f2 білий пішак · g2 білий пішак · h2 білий пішак · a1 біла тура · b1 білий кінь · f1 біла тура · g1 білий король | 7 |
| 6 | a8 білий ферзь · a7 чорний пішак · c7 чорний пішак · e7 чорний король · g7 чорний пішак · h7 чорний пішак · b6 чорний слон · h5 чорний ферзь · d4 чорний кінь · f4 чорна тура · a2 білий пішак · f2 білий пішак · g2 білий пішак · h2 білий пішак · a1 біла тура · b1 білий кінь · f1 біла тура · g1 білий король | a8 білий ферзь · a7 чорний пішак · c7 чорний пішак · e7 чорний король · g7 чорний пішак · h7 чорний пішак · b6 чорний слон · h5 чорний ферзь · d4 чорний кінь · f4 чорна тура · a2 білий пішак · f2 білий пішак · g2 білий пішак · h2 білий пішак · a1 біла тура · b1 білий кінь · f1 біла тура · g1 білий король | a8 білий ферзь · a7 чорний пішак · c7 чорний пішак · e7 чорний король · g7 чорний пішак · h7 чорний пішак · b6 чорний слон · h5 чорний ферзь · d4 чорний кінь · f4 чорна тура · a2 білий пішак · f2 білий пішак · g2 білий пішак · h2 білий пішак · a1 біла тура · b1 білий кінь · f1 біла тура · g1 білий король | a8 білий ферзь · a7 чорний пішак · c7 чорний пішак · e7 чорний король · g7 чорний пішак · h7 чорний пішак · b6 чорний слон · h5 чорний ферзь · d4 чорний кінь · f4 чорна тура · a2 білий пішак · f2 білий пішак · g2 білий пішак · h2 білий пішак · a1 біла тура · b1 білий кінь · f1 біла тура · g1 білий король | a8 білий ферзь · a7 чорний пішак · c7 чорний пішак · e7 чорний король · g7 чорний пішак · h7 чорний пішак · b6 чорний слон · h5 чорний ферзь · d4 чорний кінь · f4 чорна тура · a2 білий пішак · f2 білий пішак · g2 білий пішак · h2 білий пішак · a1 біла тура · b1 білий кінь · f1 біла тура · g1 білий король | a8 білий ферзь · a7 чорний пішак · c7 чорний пішак · e7 чорний король · g7 чорний пішак · h7 чорний пішак · b6 чорний слон · h5 чорний ферзь · d4 чорний кінь · f4 чорна тура · a2 білий пішак · f2 білий пішак · g2 білий пішак · h2 білий пішак · a1 біла тура · b1 білий кінь · f1 біла тура · g1 білий король | a8 білий ферзь · a7 чорний пішак · c7 чорний пішак · e7 чорний король · g7 чорний пішак · h7 чорний пішак · b6 чорний слон · h5 чорний ферзь · d4 чорний кінь · f4 чорна тура · a2 білий пішак · f2 білий пішак · g2 білий пішак · h2 білий пішак · a1 біла тура · b1 білий кінь · f1 біла тура · g1 білий король | a8 білий ферзь · a7 чорний пішак · c7 чорний пішак · e7 чорний король · g7 чорний пішак · h7 чорний пішак · b6 чорний слон · h5 чорний ферзь · d4 чорний кінь · f4 чорна тура · a2 білий пішак · f2 білий пішак · g2 білий пішак · h2 білий пішак · a1 біла тура · b1 білий кінь · f1 біла тура · g1 білий король | 6 |
| 5 | a8 білий ферзь · a7 чорний пішак · c7 чорний пішак · e7 чорний король · g7 чорний пішак · h7 чорний пішак · b6 чорний слон · h5 чорний ферзь · d4 чорний кінь · f4 чорна тура · a2 білий пішак · f2 білий пішак · g2 білий пішак · h2 білий пішак · a1 біла тура · b1 білий кінь · f1 біла тура · g1 білий король | a8 білий ферзь · a7 чорний пішак · c7 чорний пішак · e7 чорний король · g7 чорний пішак · h7 чорний пішак · b6 чорний слон · h5 чорний ферзь · d4 чорний кінь · f4 чорна тура · a2 білий пішак · f2 білий пішак · g2 білий пішак · h2 білий пішак · a1 біла тура · b1 білий кінь · f1 біла тура · g1 білий король | a8 білий ферзь · a7 чорний пішак · c7 чорний пішак · e7 чорний король · g7 чорний пішак · h7 чорний пішак · b6 чорний слон · h5 чорний ферзь · d4 чорний кінь · f4 чорна тура · a2 білий пішак · f2 білий пішак · g2 білий пішак · h2 білий пішак · a1 біла тура · b1 білий кінь · f1 біла тура · g1 білий король | a8 білий ферзь · a7 чорний пішак · c7 чорний пішак · e7 чорний король · g7 чорний пішак · h7 чорний пішак · b6 чорний слон · h5 чорний ферзь · d4 чорний кінь · f4 чорна тура · a2 білий пішак · f2 білий пішак · g2 білий пішак · h2 білий пішак · a1 біла тура · b1 білий кінь · f1 біла тура · g1 білий король | a8 білий ферзь · a7 чорний пішак · c7 чорний пішак · e7 чорний король · g7 чорний пішак · h7 чорний пішак · b6 чорний слон · h5 чорний ферзь · d4 чорний кінь · f4 чорна тура · a2 білий пішак · f2 білий пішак · g2 білий пішак · h2 білий пішак · a1 біла тура · b1 білий кінь · f1 біла тура · g1 білий король | a8 білий ферзь · a7 чорний пішак · c7 чорний пішак · e7 чорний король · g7 чорний пішак · h7 чорний пішак · b6 чорний слон · h5 чорний ферзь · d4 чорний кінь · f4 чорна тура · a2 білий пішак · f2 білий пішак · g2 білий пішак · h2 білий пішак · a1 біла тура · b1 білий кінь · f1 біла тура · g1 білий король | a8 білий ферзь · a7 чорний пішак · c7 чорний пішак · e7 чорний король · g7 чорний пішак · h7 чорний пішак · b6 чорний слон · h5 чорний ферзь · d4 чорний кінь · f4 чорна тура · a2 білий пішак · f2 білий пішак · g2 білий пішак · h2 білий пішак · a1 біла тура · b1 білий кінь · f1 біла тура · g1 білий король | a8 білий ферзь · a7 чорний пішак · c7 чорний пішак · e7 чорний король · g7 чорний пішак · h7 чорний пішак · b6 чорний слон · h5 чорний ферзь · d4 чорний кінь · f4 чорна тура · a2 білий пішак · f2 білий пішак · g2 білий пішак · h2 білий пішак · a1 біла тура · b1 білий кінь · f1 біла тура · g1 білий король | 5 |
| 4 | a8 білий ферзь · a7 чорний пішак · c7 чорний пішак · e7 чорний король · g7 чорний пішак · h7 чорний пішак · b6 чорний слон · h5 чорний ферзь · d4 чорний кінь · f4 чорна тура · a2 білий пішак · f2 білий пішак · g2 білий пішак · h2 білий пішак · a1 біла тура · b1 білий кінь · f1 біла тура · g1 білий король | a8 білий ферзь · a7 чорний пішак · c7 чорний пішак · e7 чорний король · g7 чорний пішак · h7 чорний пішак · b6 чорний слон · h5 чорний ферзь · d4 чорний кінь · f4 чорна тура · a2 білий пішак · f2 білий пішак · g2 білий пішак · h2 білий пішак · a1 біла тура · b1 білий кінь · f1 біла тура · g1 білий король | a8 білий ферзь · a7 чорний пішак · c7 чорний пішак · e7 чорний король · g7 чорний пішак · h7 чорний пішак · b6 чорний слон · h5 чорний ферзь · d4 чорний кінь · f4 чорна тура · a2 білий пішак · f2 білий пішак · g2 білий пішак · h2 білий пішак · a1 біла тура · b1 білий кінь · f1 біла тура · g1 білий король | a8 білий ферзь · a7 чорний пішак · c7 чорний пішак · e7 чорний король · g7 чорний пішак · h7 чорний пішак · b6 чорний слон · h5 чорний ферзь · d4 чорний кінь · f4 чорна тура · a2 білий пішак · f2 білий пішак · g2 білий пішак · h2 білий пішак · a1 біла тура · b1 білий кінь · f1 біла тура · g1 білий король | a8 білий ферзь · a7 чорний пішак · c7 чорний пішак · e7 чорний король · g7 чорний пішак · h7 чорний пішак · b6 чорний слон · h5 чорний ферзь · d4 чорний кінь · f4 чорна тура · a2 білий пішак · f2 білий пішак · g2 білий пішак · h2 білий пішак · a1 біла тура · b1 білий кінь · f1 біла тура · g1 білий король | a8 білий ферзь · a7 чорний пішак · c7 чорний пішак · e7 чорний король · g7 чорний пішак · h7 чорний пішак · b6 чорний слон · h5 чорний ферзь · d4 чорний кінь · f4 чорна тура · a2 білий пішак · f2 білий пішак · g2 білий пішак · h2 білий пішак · a1 біла тура · b1 білий кінь · f1 біла тура · g1 білий король | a8 білий ферзь · a7 чорний пішак · c7 чорний пішак · e7 чорний король · g7 чорний пішак · h7 чорний пішак · b6 чорний слон · h5 чорний ферзь · d4 чорний кінь · f4 чорна тура · a2 білий пішак · f2 білий пішак · g2 білий пішак · h2 білий пішак · a1 біла тура · b1 білий кінь · f1 біла тура · g1 білий король | a8 білий ферзь · a7 чорний пішак · c7 чорний пішак · e7 чорний король · g7 чорний пішак · h7 чорний пішак · b6 чорний слон · h5 чорний ферзь · d4 чорний кінь · f4 чорна тура · a2 білий пішак · f2 білий пішак · g2 білий пішак · h2 білий пішак · a1 біла тура · b1 білий кінь · f1 біла тура · g1 білий король | 4 |
| 3 | a8 білий ферзь · a7 чорний пішак · c7 чорний пішак · e7 чорний король · g7 чорний пішак · h7 чорний пішак · b6 чорний слон · h5 чорний ферзь · d4 чорний кінь · f4 чорна тура · a2 білий пішак · f2 білий пішак · g2 білий пішак · h2 білий пішак · a1 біла тура · b1 білий кінь · f1 біла тура · g1 білий король | a8 білий ферзь · a7 чорний пішак · c7 чорний пішак · e7 чорний король · g7 чорний пішак · h7 чорний пішак · b6 чорний слон · h5 чорний ферзь · d4 чорний кінь · f4 чорна тура · a2 білий пішак · f2 білий пішак · g2 білий пішак · h2 білий пішак · a1 біла тура · b1 білий кінь · f1 біла тура · g1 білий король | a8 білий ферзь · a7 чорний пішак · c7 чорний пішак · e7 чорний король · g7 чорний пішак · h7 чорний пішак · b6 чорний слон · h5 чорний ферзь · d4 чорний кінь · f4 чорна тура · a2 білий пішак · f2 білий пішак · g2 білий пішак · h2 білий пішак · a1 біла тура · b1 білий кінь · f1 біла тура · g1 білий король | a8 білий ферзь · a7 чорний пішак · c7 чорний пішак · e7 чорний король · g7 чорний пішак · h7 чорний пішак · b6 чорний слон · h5 чорний ферзь · d4 чорний кінь · f4 чорна тура · a2 білий пішак · f2 білий пішак · g2 білий пішак · h2 білий пішак · a1 біла тура · b1 білий кінь · f1 біла тура · g1 білий король | a8 білий ферзь · a7 чорний пішак · c7 чорний пішак · e7 чорний король · g7 чорний пішак · h7 чорний пішак · b6 чорний слон · h5 чорний ферзь · d4 чорний кінь · f4 чорна тура · a2 білий пішак · f2 білий пішак · g2 білий пішак · h2 білий пішак · a1 біла тура · b1 білий кінь · f1 біла тура · g1 білий король | a8 білий ферзь · a7 чорний пішак · c7 чорний пішак · e7 чорний король · g7 чорний пішак · h7 чорний пішак · b6 чорний слон · h5 чорний ферзь · d4 чорний кінь · f4 чорна тура · a2 білий пішак · f2 білий пішак · g2 білий пішак · h2 білий пішак · a1 біла тура · b1 білий кінь · f1 біла тура · g1 білий король | a8 білий ферзь · a7 чорний пішак · c7 чорний пішак · e7 чорний король · g7 чорний пішак · h7 чорний пішак · b6 чорний слон · h5 чорний ферзь · d4 чорний кінь · f4 чорна тура · a2 білий пішак · f2 білий пішак · g2 білий пішак · h2 білий пішак · a1 біла тура · b1 білий кінь · f1 біла тура · g1 білий король | a8 білий ферзь · a7 чорний пішак · c7 чорний пішак · e7 чорний король · g7 чорний пішак · h7 чорний пішак · b6 чорний слон · h5 чорний ферзь · d4 чорний кінь · f4 чорна тура · a2 білий пішак · f2 білий пішак · g2 білий пішак · h2 білий пішак · a1 біла тура · b1 білий кінь · f1 біла тура · g1 білий король | 3 |
| 2 | a8 білий ферзь · a7 чорний пішак · c7 чорний пішак · e7 чорний король · g7 чорний пішак · h7 чорний пішак · b6 чорний слон · h5 чорний ферзь · d4 чорний кінь · f4 чорна тура · a2 білий пішак · f2 білий пішак · g2 білий пішак · h2 білий пішак · a1 біла тура · b1 білий кінь · f1 біла тура · g1 білий король | a8 білий ферзь · a7 чорний пішак · c7 чорний пішак · e7 чорний король · g7 чорний пішак · h7 чорний пішак · b6 чорний слон · h5 чорний ферзь · d4 чорний кінь · f4 чорна тура · a2 білий пішак · f2 білий пішак · g2 білий пішак · h2 білий пішак · a1 біла тура · b1 білий кінь · f1 біла тура · g1 білий король | a8 білий ферзь · a7 чорний пішак · c7 чорний пішак · e7 чорний король · g7 чорний пішак · h7 чорний пішак · b6 чорний слон · h5 чорний ферзь · d4 чорний кінь · f4 чорна тура · a2 білий пішак · f2 білий пішак · g2 білий пішак · h2 білий пішак · a1 біла тура · b1 білий кінь · f1 біла тура · g1 білий король | a8 білий ферзь · a7 чорний пішак · c7 чорний пішак · e7 чорний король · g7 чорний пішак · h7 чорний пішак · b6 чорний слон · h5 чорний ферзь · d4 чорний кінь · f4 чорна тура · a2 білий пішак · f2 білий пішак · g2 білий пішак · h2 білий пішак · a1 біла тура · b1 білий кінь · f1 біла тура · g1 білий король | a8 білий ферзь · a7 чорний пішак · c7 чорний пішак · e7 чорний король · g7 чорний пішак · h7 чорний пішак · b6 чорний слон · h5 чорний ферзь · d4 чорний кінь · f4 чорна тура · a2 білий пішак · f2 білий пішак · g2 білий пішак · h2 білий пішак · a1 біла тура · b1 білий кінь · f1 біла тура · g1 білий король | a8 білий ферзь · a7 чорний пішак · c7 чорний пішак · e7 чорний король · g7 чорний пішак · h7 чорний пішак · b6 чорний слон · h5 чорний ферзь · d4 чорний кінь · f4 чорна тура · a2 білий пішак · f2 білий пішак · g2 білий пішак · h2 білий пішак · a1 біла тура · b1 білий кінь · f1 біла тура · g1 білий король | a8 білий ферзь · a7 чорний пішак · c7 чорний пішак · e7 чорний король · g7 чорний пішак · h7 чорний пішак · b6 чорний слон · h5 чорний ферзь · d4 чорний кінь · f4 чорна тура · a2 білий пішак · f2 білий пішак · g2 білий пішак · h2 білий пішак · a1 біла тура · b1 білий кінь · f1 біла тура · g1 білий король | a8 білий ферзь · a7 чорний пішак · c7 чорний пішак · e7 чорний король · g7 чорний пішак · h7 чорний пішак · b6 чорний слон · h5 чорний ферзь · d4 чорний кінь · f4 чорна тура · a2 білий пішак · f2 білий пішак · g2 білий пішак · h2 білий пішак · a1 біла тура · b1 білий кінь · f1 біла тура · g1 білий король | 2 |
| 1 | a8 білий ферзь · a7 чорний пішак · c7 чорний пішак · e7 чорний король · g7 чорний пішак · h7 чорний пішак · b6 чорний слон · h5 чорний ферзь · d4 чорний кінь · f4 чорна тура · a2 білий пішак · f2 білий пішак · g2 білий пішак · h2 білий пішак · a1 біла тура · b1 білий кінь · f1 біла тура · g1 білий король | a8 білий ферзь · a7 чорний пішак · c7 чорний пішак · e7 чорний король · g7 чорний пішак · h7 чорний пішак · b6 чорний слон · h5 чорний ферзь · d4 чорний кінь · f4 чорна тура · a2 білий пішак · f2 білий пішак · g2 білий пішак · h2 білий пішак · a1 біла тура · b1 білий кінь · f1 біла тура · g1 білий король | a8 білий ферзь · a7 чорний пішак · c7 чорний пішак · e7 чорний король · g7 чорний пішак · h7 чорний пішак · b6 чорний слон · h5 чорний ферзь · d4 чорний кінь · f4 чорна тура · a2 білий пішак · f2 білий пішак · g2 білий пішак · h2 білий пішак · a1 біла тура · b1 білий кінь · f1 біла тура · g1 білий король | a8 білий ферзь · a7 чорний пішак · c7 чорний пішак · e7 чорний король · g7 чорний пішак · h7 чорний пішак · b6 чорний слон · h5 чорний ферзь · d4 чорний кінь · f4 чорна тура · a2 білий пішак · f2 білий пішак · g2 білий пішак · h2 білий пішак · a1 біла тура · b1 білий кінь · f1 біла тура · g1 білий король | a8 білий ферзь · a7 чорний пішак · c7 чорний пішак · e7 чорний король · g7 чорний пішак · h7 чорний пішак · b6 чорний слон · h5 чорний ферзь · d4 чорний кінь · f4 чорна тура · a2 білий пішак · f2 білий пішак · g2 білий пішак · h2 білий пішак · a1 біла тура · b1 білий кінь · f1 біла тура · g1 білий король | a8 білий ферзь · a7 чорний пішак · c7 чорний пішак · e7 чорний король · g7 чорний пішак · h7 чорний пішак · b6 чорний слон · h5 чорний ферзь · d4 чорний кінь · f4 чорна тура · a2 білий пішак · f2 білий пішак · g2 білий пішак · h2 білий пішак · a1 біла тура · b1 білий кінь · f1 біла тура · g1 білий король | a8 білий ферзь · a7 чорний пішак · c7 чорний пішак · e7 чорний король · g7 чорний пішак · h7 чорний пішак · b6 чорний слон · h5 чорний ферзь · d4 чорний кінь · f4 чорна тура · a2 білий пішак · f2 білий пішак · g2 білий пішак · h2 білий пішак · a1 біла тура · b1 білий кінь · f1 біла тура · g1 білий король | a8 білий ферзь · a7 чорний пішак · c7 чорний пішак · e7 чорний король · g7 чорний пішак · h7 чорний пішак · b6 чорний слон · h5 чорний ферзь · d4 чорний кінь · f4 чорна тура · a2 білий пішак · f2 білий пішак · g2 білий пішак · h2 білий пішак · a1 біла тура · b1 білий кінь · f1 біла тура · g1 білий король | 1 |
|   | a | b | c | d | e | f | g | h |   |

Комбінації за мотивами «Мата Анастасії» інколи зустрічалась у шаховій практиці. Одним з перших прикладів стала партія К. Баєр — Е. Фалькбеєр (Відень, 1852).